# Higher Than the Eiffel
Higher Than the Eiffel – trzeci album studyjny brytyjskiej  grupy muzycznej Audio Bullys.

## Lista utworów[5]
| Nr  | Tytuł utworu                                   | Długość |
| --- | ---------------------------------------------- | ------- |
| 1.  | „Drums (On with the Story)”                    | 3:38    |
| 2.  | „Only Man”                                     | 3:21    |
| 3.  | „Daisy Chains”                                 | 4:14    |
| 4.  | „Feel Alright”                                 | 4:31    |
| 5.  | „Twist Me Up”                                  | 3:12    |
| 6.  | „Dynamite”                                     | 4:11    |
| 7.  | „Drained Out”                                  | 2:57    |
| 8.  | „London Dreamer”                               | 4:01    |
| 9.  | „The Future Belongs to Us”                     | 4:55    |
| 10. | „Shotgun”                                      | 4:56    |
| 11. | „Dragging Me Down”                             | 4:01    |
| 12. | „Smiling Faces”                                | 4:02    |
| 13. | „Kiss the Sky”                                 | 3:14    |
| 14. | „Goodbye” (hidden track "Only Man (RoK Remix)) | 11:25   |
|     |                                                | 1:02:38 |

## Twórcy albumu[5]
- Karen Thompson – mastering (utwory 3, 14a)
- Mike Marsh – mastering (utwory 1, 2, 4, 13)
- Simon Davey – mastering (utwór 14b)
- Steve Dub – miksowanie (utwory 1, 2, 3, 5-12)
- Lawrence Aldridge – miksowanie
- Audio Bullys – miksowanie, produkcja